# Šlomo Avineri
Šlomo Avineri (hebrejsky  שלמה אבינרי‎; 10. srpna 1933 v Bílsku – 1. prosince 2023) byl izraelský politolog a filozof. Naposledy působil coby profesor politologie na Hebrejské univerzitě v Jeruzalémě. Byl významným odborníkem na Marxovy a Engelsovy spisy a na dějiny sionismu.